# المرأة في مجال الهندسة في الولايات المتحدة
تاريخيًا، شغلت المرأة في الولايات المتحدة أماكن بمعدلات أقل من الرجال في كل من برامج كلية العلوم والهندسة ومهنها. بمرور الوقت، أدى هذا النمط إلى وجود عدد أكبر بكثير من المهندسين المحترفين الذكور مقارنة بالنساء. بالإضافة إلى ذلك، أدى هذا التفاوت إلى اعتبار الوظائف في مجال التعليم والتاريخ واللغة الإنجليزية والعلوم الإنسانية وما شابه ذلك مهنًا ومجالات دراسة «أنثوية». يشير بعض المنظرين النسويين إلى أن هذه العوامل الاجتماعية والتاريخية أدامت المعدلات المنخفضة لمشاركة المرأة في الهندسة بمرور الوقت. طُرحت تفسيرات ووجهات نظر عديدة لشرح معدلات مشاركة المرأة في هذا المجال. تشمل هذه التفسيرات المعتقدات المتعلقة بعدم اهتمام المرأة بالعلوم والهندسة، وعدم قدرتها الفيزيولوجية على النجاح كمهندسة، والعوامل البيئية في طفولتها التي تثنيها عن الانخراط في ميادين العلوم والهندسة.
قد تلعب التصورات السلبية للمهندسات دورًا في تفسير أعدادهن المنخفضة داخل المجال. ووفقًا للإحصاءات الأخيرة، تقل احتمالية توظيف الخريجات الجامعيات عن النصف في الوظائف العلمية والهندسية.
ويشمل شكلا النشاط المكلَّفان برفع الوعي كلًا من المنظمات في الحرم الجامعي وتلك التي تستهدف المجتمع ككل.

## لمحة تاريخية
في أوائل الستينيات من القرن الماضي، أكدت اللجنة المعنية بوضع المرأة -التي أُسّست بأمر من الرئيس- الحاجة إلى النساء لسدّ النقص في الوظائف المتعلقة بالتدريس والعلوم والهندسة. في عام 1960، كانت نسبة النساء أقل من 1% من المهندسين المسجَّلين. علاوة على ذلك، كانت فرص المهندسات الموظفات في الحصول على شهادات عليا في مجالهن أقل من الرجال. أظهرت الأبحاث أن هذه التوجهات عكست الآراء السائدة لكل من الرجال والنساء في ما يتعلق بدور المرأة في سوق العمل طوال هذه الفترة. في ذلك الوقت، أكدت كلتا المجموعتين إلى حد كبير على دور المرأة كربّة منزل تقليدية وأمٍّ بدلًا من أن تكون عالمة أو مهندسة جدية.
على الرغم من تغير وجهات النظر السياسية تجاه المرأة والأقليات أثناء حركة الحقوق المدنية، بقيت معدلات التحاق النساء الجامعيات بكلية الهندسة منخفضة نسبيًا بالمقارنة مع الرجال. على سبيل المثال، في دراسة شملت أكثر من 440 حرمًا جامعيًا من جميع أنحاء البلاد خلال الفترة من 1971 إلى 1972، كان ما يقرب من 17% من تخصصات العلوم والتكنولوجيا والهندسة والرياضيات التي شملها الاستطلاع من النساء. يتزامن هذا مع حقيقة أنه خلال هذه الفترة كان هناك تمييز رسمي بسيط في النظام التعليمي الأمريكي، وسُجّلت النساء اللائي تقدّمن بالفعل إلى برامج الهندسة بمعدلات مماثلة للرجال. على أي حال، حدثت زيادات مبكرة في هذه الأعداد، طوال الأعوام 1968-1978. خلال هذه الفترة، كانت هناك زيادة تقدر بنسبة 100% في عدد من الإناث المتخصصات في العلوم والهندسة في جميع أنحاء الولايات المتحدة. ومع ذلك، أشارت التقديرات أيضًا إلى أنهن ما زلن يمثّلن أقل من 4.9% من هذه التخصصات خلال هذه الفترة.
على الرغم من ازدياد أعداد النساء في مجالات العلوم والهندسة، نُفذت سياسات التمييز الإيجابي والجهود المماثلة في جميع أنحاء الولايات المتحدة لزيادة معدلات الالتحاق بالجامعة في تخصصات العلوم والتكنولوجيا والهندسة والرياضيات. اقتُرح -من بين عوامل أخرى- أن التنشئة الاجتماعية المبكرة للمدارس الابتدائية والقوالب النمطية الاجتماعية هي السبب في هذه القضية. في منتصف ثمانينيات القرن العشرين، كان من المتوقع حدوث نقص في عدد المهندسين المؤهلين بحلول عام 2000، ما زاد من الجهود المبذولة لتوظيف النساء واستبقائهن في هذه المجالات. من المجموعات الحالية التي تعمل على تشجيع المرأة في مجال الهندسة: لجنة فرقة عمل «إيه إس سي إي» المعنية بالمرأة في الهندسة المدنية، وتحالف مشروع المهندسات الاستثنائيات.

## الإحصاءات والبيانات ذات الصلة
وفقًا لمؤسسة العلوم الوطنية، تحصل النساء عمومًا على معدلات تخرج جامعي أعلى مقارنة بالرجال. ومع ذلك، يتفوق الرجال على النساء بشكل غير متناسب في عدد شهادات العلوم والهندسة التي يجري الحصول عليها. بين عامي 1989 و2008، كانت النسب المئوية التقريبية للنساء اللاتي حصلن على درجة البكالوريوس في أي مجال للهندسة 17% و19.6% على التوالي. أما الزيادة في النسبة المئوية لصناعة علوم الكمبيوتر كانت أكبر، إذ ارتفعت من نحو 10% في عام 1989 إلى 21% في عام 2008.
في ما يتعلق بنساء الأقليات (الأمريكيات من أصول إفريقية، ومن أصل أسباني، ومن الأمريكيين الأصليين)، ارتفعت نسب الحاصلات على شهادة البكالوريوس في الهندسة من حوالي 7% في عام 1989 إلى 12% في عام 2008. وكانت النسب المئوية لنساء الأقليات الحاصلات على درجة الدكتوراه في الهندسة أقل من ذلك بكثير، إذ بالكاد زادت 1% خلال هذه الفترة. أظهرت النساء الآسيويات الحاصلات على درجة البكالوريوس في الهندسة نسبة أقل خلال هذه الفترة الزمنية، من نحو 2.5% إلى 5%. أما نسب الحاصلات على درجة الدكتوراه من عام 1989 إلى 2008 فكانت مطابقة تقريبًا لنسب نساء الأقليات.
وفقًا للجمعية الوطنية للمهندسين المحترفين في عام 2004، كان هناك ما يقرب من 192.900 مهندسة في جميع أنحاء البلاد، مقارنة بأكثر من 1.515.000 مهندس. من هؤلاء النساء، كان ثلثهن تقريبًا مهندسات برمجيات (62.900). شغلت النساء أيضًا وظائف بمعدلات أعلى من الرجال في الهندسة البيئية (9% مقابل 4%) والهندسة الكيميائية (7% مقابل 4%). ومع ذلك، كان احتمال توظيفهن أقل من الرجال في الهندسة الميكانيكية (8% مقابل 17%) والهندسة الكهربائية (12% مقابل 18%).
في عام 1999، شكّلت النساء ما يقرب من ربع جميع المهندسين الذين تقل أعمارهم عن 25 عامًا، في حين شكّلن واحدًا من عشرين ممن تجاوزوا سن 49 عامًا. يُعزى هذا التفاوت في العمر إلى انخراط النساء البارز في الهندسة خلال العقود القليلة الماضية. وفقًا لجمعية المهندسات، شكّلت النساء والأقليات الأخرى ما يقرب من 16%-17% من طلاب الدراسات العليا في الهندسة من 1990 إلى 2003. علاوة على ذلك، في عام 2003، كان 20% تقريبًا (نحو 12 ألفًا) من المهندسين الجدد من النساء، مقارنة مع 80% تقريبًا من الرجال (نحو 49 ألفًا). 
وفقًا للجمعية الأمريكية للتعليم الهندسي، فإن أفضل 10 كليات تخرّج المهندسات هي:
1. معهد جورجيا التقني
2. معهد ماساتشوستس للتكنولوجيا
3. جامعة ميشيغان
4. جامعة بيردو
5. جامعة إلينوي في إربانا شامبين
6. جامعة ولاية أوهايو
7. جامعة ولاية بنسلفانيا
8. جامعة فلوريدا
9. جامعة تكساس «إيه آند إم»
10. جامعة كورنيل

## تفسيرات لانخفاض معدل المشاركة
طُرح العديد من التفسيرات لشرح غياب النساء المتخصصات في الهندسة في الكلية. تاريخيًا، تخصصت النساء في برامج الهندسة الجامعية وتابعن دراستهن فيها بمعدلات أقل من الرجال. أحد الأسباب التي تفسر عادة هذا الاتجاه هو الإفراط في التركيز المفترض على نموذج الأسرة التقليدي «الذكر المعيل» عندما يتعلق الأمر بتنظيم الأسر اليوم. على الرغم من أن النسبة المئوية للعائلات المنظمة وفقًا لهذا النموذج قد انخفضت بشكل كبير في العقود الأخيرة، فإن العديد من الأفراد -بمن فيهم النساء- ما زالوا ينظرون إلى الرجال البالغين على أنهم مصدر الكسب الأساسي في الأسر التي يكون فيها الرجل موجودًا. حتى لو كان هذا هو الحال، فإن النساء يمثلن ما يقرب من 60% من خريجي الجامعات، بمن في ذلك المتخصصات في علم الأحياء.
في الآونة الأخيرة، انصبّ تركيز أكبر على التنشئة الاجتماعية للمرأة خلال جميع مراحل طفولتها ومراهقتها. يُقال إن الفتيات منذ طفولتهن المبكرة ينشأن في مجتمعات تروّج إلى حد كبير أن العلوم والهندسة والرياضيات هي «مهن ذكورية». انتُقدت وسائل الإعلام أيضًا لأنها قدمت القليل من التمثيل للمهندسات البارزات. في حين يشعر بعض العلماء أن الإعلام مذنب في إدامة القوالب النمطية الجنسانية عن طريق تمثيل النساء في «المهن النسائية» التقليدية مثل الممرضات ومعلمات المدارس وربات البيوت، إلخ. تدعم هذه الفكرةَ دراسةٌ أُتيح فيها للمتقدمات إلى مجالات العلوم والتكنولوجيا والهندسة والرياضيات رغبتان لتخصصهن أولى وثانية. أظهرت النتائج أن النساء اخترن على الأرجح المجالات التي يسيطر عليها الذكور في رغبتهن الثانية أكثر من الأولى. وجدت الدراسة أن التوجه نحو مجالات معينة من الدراسة كان أقل اختلافًا عن السلوكيات الفعلية، ما يشير إلى أن التصور الثقافي تجاه مجالات معينة يحدّ من طموح النساء الأكثر كفاءة.
اقترحت كريستينا هوف سومرز أن مواضيع مثل الهندسة قد تكون أقل شيوعًا بين النساء لأنها لا تلبي بعض اهتماماتهن المعتادة: رعاية الآخرين/التفاعل معهم مثالًا على ذلك. لا يعني هذا بالضرورة برأي لورانس سامرز أن النساء غير قادرات، أو أقل قدرة من الرجال في الهندسة، بل يملن إلى كونهن أقل اهتمامًا بالموضوع. تكمن القوة الرئيسية لهذه الحجة في أنها تفسر هذه الظاهرة دون ربطها بتأثيرات يصعب قياسها مثل «الثقافة» و«القدوة»، ويعززها إلى حد ما الإجماع الأكاديمي الذي حُدِّد في ورقة «الآراء الاجتماعية والسياسية للأساتذة الأميركيين» بنسبة 75% لصالح الادعاء بأن اختلاف الاهتمامات بين الرجال والنساء هو السبب في التباين لا التمييز.
رُكّز أيضًا على وجود نماذج يحتذى بها، وخاصة القدوات الإناث، كوسيلة لزيادة أعداد النساء في الهندسة. يُقال إن المرأة التي يعمل أحد والديها أو كلاهما في مجال الهندسة تكون أكثر احتمالًا بدرجة كبيرة للتخصص في هذا المجال بنفسها. بالإضافة إلى ذلك، يُقال إن التشجيع الذي يقدمه المعلمون ومقدمو المشورة والإداريون... إلخ يؤثر إيجابيًا في فرص النساء للانخراط في الهندسة. وقيل أيضًا إن التحضير الجيد للمدارس الثانوية في الرياضيات وعلم الأحياء والكيمياء يحسّن فرص المرأة في الحصول على عمل في مجال الهندسة. ومع ذلك، وفقًا لبعض العلماء، لا تحدث العوامل المذكورة أعلاه بعدد كبير بما يكفي لتعويض غياب المرأة الحالي. وهكذا، بشكل عام، يُقال إن المهندسات الطامحات سيبقين معرضات للتمييز إلى حد كبير ويفتقرن للموارد الكافية لتحسين نظرتهن، ما لم تُجرى تغييرات اجتماعية جذرية.